# Dolné Lovčice
Dolné Lovčice és un poble i municipi d'Eslovàquia que es troba a la regió de Trnava, a l'oest del país.

## Història
La primera menció escrita de la vila es remunta al 1292.

## Demografia
| Godina             | 1994 | 2004   | 2014   | 2024   |
| ------------------ | ---- | ------ | ------ | ------ |
| Nombre de persones | 703  | 704    | 736    | 809    |
| Diferència         |      | +0,14% | +4,54% | +9,91% |

| Godina             | 2023 | 2024   |
| ------------------ | ---- | ------ |
| Nombre de persones | 801  | 809    |
| Diferència         |      | +0,99% |